# 明石一
明石 一（あかし はじめ、1930年12月7日 - ）は、日本の元男性声優、元俳優、元ナレーター。本名・別名：明石 速男（あかし はやお）。
東京府南多摩郡小宮町（現・東京都八王子市）出身。

## 人物
ラジオ東京放送劇団（後のTBS放送劇団）2期生。劇団と並行してりんどうプロに所属していた時期もある。
東京都立石神井中学校卒業。慶應通信教育図書、東京農工大学事務局で働きながら舞台芸術学院で学ぶ。1952年5月にラジオ東京放送劇団に入団。1958年5月にラジオ東京の番組には優先して出演し、それ以外の番組への出演は局側の許可を得て出演するという契約を結び、1年ごとに更新していた。
主にナレーターとして活躍していた。1969年8月、後述の闘争ハンスト事件を起こしたことが原因で、活動を一切行わなくなった。

## 闘争ハンスト事件
1969年8月25日、当時TBS放送劇団の団員の一人でもあった明石が突然、TBS放送局の役員室のある4階のエレベーター前の一角に死装束を着て頭に三角の額あてを巻いた姿で座り込み、線香を焚いてハンガー・ストライキを起こす事件があった。
きっかけは同年4月、TBSがラジオドラマの減少を受けてTBS放送劇団員と結んだ出演契約を同年10月で廃止することを決め、劇団員との交渉を開始したことであった。本来、交渉は4月から始まる予定だったが、交渉を担当する予定だったラジオ局長が入院した影響で5月にずれ込んだとされる。
TBS側は1年後に退職することを条件に契約延長を提案。明石はTBS社内での配置転換か退職金1000万円のどちらかを要求。TBS側は正社員ではない者を配置転換することはできないし、1000万円の退職金は規定に反するので払えないとして、再就職先の斡旋と餞別という形での解決を主張した。交渉を担当していたラジオ局次長は明石を社員に採用することでこの交渉をまとめる提案をした。しかし、ラジオ局の次長にはそんな権限は無かったのである。7月1日に行われた交渉の席で次長は「本来なら補助職員としての採用しかできないが、何とか正社員として採用したい」として明石と話し合った後、総務局長に相談し、「能力があるなら、他の劇団員の交渉が全て終わった後に嘱託での採用はできる可能性はある。とりあえず履歴書を提出させなさい」と答えられた。
7月下旬、次長は「9月1日までに辞令が出ることになった。社員として採用する。発令に必要なので履歴書を提出して欲しい」と伝え、それを聞いた明石は社員となることを信じ、9月以降に入っていた出演オファーを断り、社員としての生活に向けて準備をしていた。
しかし、8月18日に次長は明石に対して社員としての採用はできないが、嘱託としての採用には応じると告げた。8月25日に再度の話し合いを行うことになるが、当日、次長は病気を理由にして欠勤。明石はこのストライキを起こしたのであった。
初めはその異様さに驚いた人たちもいたが、事情を知るにつれて色々な職場の有志からの同情の声明文が張り出されるようになったり、労働組合としても放っておけなくなったりと、騒ぎが大きくなってしまった。
ラジオ局長が明石に対して次長の行動を陳謝すると同時に再度の交渉を提案するが明石は会社への不信感を募らせており、「局長と話しをまとめても常務がひっくり返すかもしれない」などと答え、交渉には応じなかった。8月27日、TBS側から劇団の解散を撤回して契約を更新するからハンストを解いて欲しいと提案が入るが、「ご都合主義だ。すでに辞めた人たちはどうするのか？」として要求には応じなかった。TBS側はハンストを解いて正常な状態での交渉を求めるが、それも受け入れられなかった。
当時のTBSのプロデューサーだった村木良彦も、仲間と声明文を印刷して現場で配って読んでもらうなど、支援活動も3回ほど行っていた。それ以外にも明石とともに座り込みを行う、立て看板やステッカーなどの形で明石の行動を受けた人々が行動した。明石に反対する者もおり、TBSの下請け業者の社員が明石のハンストに抗議するために現場を訪れ、自らもハンストを行うと言ったこともあった。8月29日、TBS側はこの事態の責任は明石にもあるとした内容の文章を社内に配布。労働組合はこれを責任転換として批判。
9月6日、TBS側の代表及びラジオ局長が明石と会談し、「ハンストを行うような人物は社員としても嘱託としても採用はできない。損害補償と餞別を合わせた解決金を支払う形での解決を望む」と提案される。
同年9月9日に明石は衰弱し、医師の指示で病院に運ばれたため、この事件は終わることとなる。それと同時に引退することとなった。
労働組合は9月26日に東京地裁に明石の地位保全仮処分の申請を行う。9月30日に明石は退院し、裁判を戦うこと決意した声明を発表した。1970年2月24日に雇用契約は成立は認められないとして、申請は却下された。同年5月21日に明石が本訴訟の手続きを行っていることと、TBS側は劇団員としての再雇用には応じると譲歩の構えを見せたが、正社員としての雇用には応じようとしないと伝えられた。裁判は1977年4月まで続き、仕事保証と解決金の支払いで決着した。

## 出演作品

### テレビドラマ
- 誰かみている（1956年、KRテレビ）
- 愛情物語（1957年、KRテレビ）第7話「秋の花火」[12]
- 見合合戦（1958年、KRテレビ）
- マンモスタワー（1958年、KRテレビ）
- 子供の四季 千羽鶴の祈り（1959年、KRテレビ）
- このなぞは私が解く 鬼火の峠（1959年、KRテレビ）

### テレビアニメ
- エイトマン（1963年、ナレーター）
- ジャングル大帝（1965年、トミー[13]）
- 巨人の星（1968年 - 1969年、天野先生、鈴木章介[要出典]）

### 劇場アニメ
- ジャングル大帝（1966年、トミー）
- 巨人の星 劇場版（1969年、天野先生[要出典]）

### 吹き替え

#### 海外ドラマ
- ミステリー・ゾーン（ホスト〈ロッド・サーリング、2代目〉[14]）（TBS版）

#### 海外アニメ
- ヘッケルとジャッケル[2]
- ポパイ（ウィンピー）

#### 人形劇
- サンダーバード（記者B、テレビアナウンサー）

### ラジオドラマ
- KRラジオ劇場 団子屋松吉（1964年）

### 特撮
- 怪奇大作戦（1968年、第6話 - 第10話・第15話のナレーター[15]）

### 人形劇
- おやゆび姫（1955年）

### 映画
- 若い心の詩（1969年、語り手[16]）

### その他コンテンツ
- 映画の窓（1958年、語り手[2]）